# Pontiolaelaps terebratus
Pontiolaelaps terebratus är en spindeldjursart som först beskrevs av Malcolm Luxton 1984.  Pontiolaelaps terebratus ingår i släktet Pontiolaelaps och familjen Digamasellidae. Inga underarter finns listade i Catalogue of Life.